# Савин, Дмитрий Николаевич
Дмитрий Николаевич Савин (род. 18 сентября 1987, Ордынское, Новосибирск) — российский актер мюзиклов и певец, лауреат международных и всероссийских конкурсов. Номинант театральной премии «Золотая маска» за роль Хомы Брута в спектакле «Вий» (2016) и номинант театральной премии «Музыкальное сердце театра» за роль Джона Дарлинга в спектакле «Питер Пэн» (2021). Лауреат премии имени Владлена Бирюкова (2014). По итогам ежегодного зрительского голосования признан одним из лучших актёров последних пяти театральных сезонов.

## Биография
Окончил школу № 1 в 2004 году в Ордынское. Окончил Нижегородский государственный колледж им. Глинки, вокальный факультет на кафедре оперного пения.
В 2009 году окончил Новосибирский государственный театральный институт, факультет музыкального театра, специальность «артист музыкального театра и кино». С 2009 по 2010 год — работал педагогом по сценическому движению.
С 2009 по 2011 год работал в театре «Старый Дом» педагогом по пластике.
Женат на Виктории Савиной. Дети: Иван, Агния.

### Творчество
С 2009 по 2010 год работал в драматическом театре под руководством С. Афанасьева.
С 2010 по 2016 год — актёр Новосибирского театра музыкальной комедии. Сыграл ведущие роли в постановках «Дубровский», «12 стульев», «Сирано Де Бержерак», «Летучая мышь», «Зойкина квартира», «Белая акация», «Вий», «Одиссея капитана Блада» и других.
В 2015 году поработал в спектакле «Поколение Маугли» у Константина Хабенского.
Осенью 2016 года актёр переехал в Санкт-Петербург. С 2017 года работает в Московском театре РОСТА в Царицыно. С участием в главной роли выходят «Ревизор», «Питер Пэн», «Иван Царевич и Серый Волк», «Бесприданница», «Сон в летнюю ночь».
В 2017 году сыграл в трёх сериалах для каналов «НТВ», «5 канал», «ТВ-3».
С 2019 года работает в Московском театре мюзикла.
С 2019 года играет в мюзикле «Вий» продюсерской команды «Creative lab STAIRWAY» роль Хомы Брута.
С 2023 года играет в мюзикле «Между двух миров» продюсерского центра «Медиа Группа Первый Еврейский» роль в ансамбле и духа Нисона.

## Работы в театре

### Новосибирский театр музыкальной комедии
- 2010 — Мюзикл «Дубровский» К.Брейтбург (реж. А.Лебедев) — Владимир Дубровский
- 2012 — Спектакль «Мужчина её мечты» — Гаральд Вильс
- 2012 — Мюзикл «В джазе только девушки» — Джо / Джозефина
- 2012 — Музыкальный спектакль «12 стульев» Г.Гладков (реж. А.Лебедев) — Остап Бендер
- 2013 — Музыкальный спектакль «Бременские музыканты» Г.Гладков (реж. М.Михайлов) — Трубадур
- 2013 — Оперетта «Веселая вдова» — Виконт Де Каскада
- 2013 — Мюзикл «Ах, похищенье, похищенье!» — Чебаков
- 2013 — Мюзикл «Сирано Де Бержерак» В.Баскин (реж. А.Лебедев) — Сирано Де Бержерак
- 2013 — Музыкальная сказка «Слонёнок» — Питон
- 2014 — Музыкальная сказка «Летучий корабль» — Полкан
- 2014 — Музыкальная сказка «Карлсон, который живёт на крыше» — Филле
- 2014 — Оперетта «Летучая мышь» И.Кальмана — Фальк
- 2014 — Водевиль «Женские хитрости, или как соблазнить мужчину» — Иван Петухов
- 2014 — Спектакль «Зойкина квартира» М. Булгаков (реж. М.Заец) — Саша Аметистов
- 2014 — Музыкальная сказка «Тайна третьей планеты» — Весельчак У
- 2014 — Музыкальный спектакль «Белая акация» — Моряк Саша Великанов
- 2015 — Мюзикл «Вий» А.Кротов (реж. Г.Абайдулов) — Хома Брут
- 2015 — Фолк-рок мюзикл «Тристан и Изольда» — Андре
- 2015 — Мюзикл «Одиссея капитана Блада» В.Баскин (реж. Г.Абайдулов) — Капитан Питер Блад

### ПроектК. Хабенского
- 2015 — Спектакль «Поколение Маугли» А.Кортнева (реж. К.Хабенский) — Балу

### ПроектЕгора Дружинаи Никиты Владимирова, Санкт-Петербург
- 2016 — Мюзикл «Летучий корабль» М. Дунаевского, Ю. Энтина (реж. Е.Дружинин) — Ваня Трубочист

### Московский государственный театр Роста в Царицыно
- 2017 — Волшебный музыкальный спектакль «Леди Совершенство» (реж. М.Борисов) — Джон
- 2017 — Музыкальная сказка «Сказки Пушкина» (реж. И.Пахомова) — Аист, Балда
- 2017 — Музыкальная комедия «Ревизор» по пьесе Н. В. Гоголя (реж. А.Нестеров) — Хлестаков
- 2018 — Музыкальная сказка «Мороз&Ко» (реж. В.Анненкова) — Морозко
- 2019 — Мюзикл «Питер Пэн» по мотивам повести Джеймса М. Барри (реж. А.Франдетти) — Питер Пэн, Джон
- 2021 — Мюзикл «Иван Царевич и Серый Волк» Александра Зацепина (реж. А.Нестеров) — Иван почти Царевич
- 2023 — Новогодний шоу-спектакль «В детство обратный билет» (реж. А.Нестеров) —
- 2023 — Музыкальный спектакль «Бесприданница» (реж. А.Нестеров) — Василий Данилыч Вожеватов
- 2023 — Комедия «Сон в летнюю ночь» Уильяма Шекспира (реж. И.Пахомова) — Тезей, герцог Афинский

### «Creative Lab STAIRWAY»
- 2019 — Мюзикл «Вий» Е.Загот (реж. Н.Покотыло) — Хома Брут
- 2020 — Мюзикл «Новогодний мюзикл» А.Менкен (реж. А.Франдетти) — Чудовище

### Московский театр мюзикла
- 2020 — Мюзикл «ПраймТайм» М.Лепажа (реж. Марина Швыдкая) — ансамбль
- 2022 — Музыкальный спектакль «Мамонтёнок» (реж. В.Маркин — Удав
- 2024 — Мюзикл «Тест на любовь» А.Пыся (реж. Марина Швыдкая) — Вадим

### Московский государственный театр эстрадыи ООО «Медиа Группа Первый Еврейский»
- 2023 — Мюзикл «Между двух миров» А.Журбина (реж: Н.Чусова) — Дух Нисона

## Фильмография
- 2017 — Сериал «Свидетели», 73 серия «Отец семейства» — Геннадий Юрьевич Уваров
- 2017 — Сериал «След», 1724 серия «Возвращение вещего старца» — Виктор Петрович Щукин
- 2017 — Сериал «Слепая» 7 сезон 34 серия «Прорубь» — Дима